# Kayla Sims
Kayla Marie Sims (geboren am 14. August 1999), bekannt durch ihren YouTube-handle lilsimsie, ist eine US-amerikanische YouTuberin und Twitch-Streamer. Sims is vor allem dafür bekannt Die Sims 4 zu spielen, für Kooperation mit EA an Projekten wie Die Sims 4: Ab ins Schneeparadies! and Die Sims 4: Zusammen wachsen und ihre Wohltätigkeitsarbeit für das St. Jude Children’s Research Hospital.

## Karriere
Sims startete 2015 damit YouTube-Videos über Die Sims zu machen. Ihr beliebtestes YouTube-Video, „Building in The Sims but Each Room is a Different Budget“ hat über 4 Mio. Aufrufe. Im Mai 2024 hatte Sims zwei Millionen Abonnenten.
Sims ist die Erstellerin der Wolf Pack Challenge, welche das Erweiterungspaket Die Sims 4: Katzen & Hunde nutzt, und der Not So Berry Challenge, welche sie mit ihrer Freundin Zoë (alwaysimming) erstellte. Für ihr „Simsie Save“, bei dem Sims die Spielwelten und Charaktere renoviert, hat Sims 2019 alle Toiletten in ihrem Save geschlechtsneutral gestaltet. Eine von Sims’ am längsten laufenden YouTube-Serien war die „100-Baby-Challenge“-Serie, in der sie im Laufe von fünf Jahren die 100-Baby-Challenge in Die Sims 4 absolvierte.
In einem Patch für Die Sims 4 vom Juli 2020 erhielten alle Kuhpflanzen im Spiel den Standardnamen „Little Simzee“ als Anspielung auf die Kampagne von Sims für die Möglichkeit, Kuhpflanzen im Spiel zu benennen. Zu dieser Kampagne gehörte auch, dass der Hashtag #justiceforcowplants auf der Sims 4-Galerie durch eine „Hüllen“-Herausforderung verbreitet wurde. Im August 2020 schloss sich Sims anderen Sims-YouTubern an und sprach sich gegen die mangelnde Vielfalt der Hautfarben in Die Sims 4 aus.
Sims war ein Juror in der Gaming-Creator-Wettbewerbsshow von YouTube, uTure. Die Show endete am 13. August 2022.

### Twitch
Sims hat einen Twitch-Kanal mit 823.000 Followern und streamt normalerweise sechs Tage pro Woche. 2018 wurde Sims für ihr Streaming auf Twitch als Streamerin des Jahres bei Summer in the City nominiert. Im Januar 2021 wurde eine Illustration ihrer Katze für einen Tag zum PogChamp-Emote auf Twitch.
Sims, als Teil des Teams „Sandy's Candies“ mit den Streamern brandiganBTW, Fuzzireno und TheHaboo, gewann im September 2021 den ersten Stardew Valley Cup.
Im Mai 2022 griff Sims das Thema ihres populärsten Videos wieder auf, indem sie ihr Sims 4-Spiel die ganze Nacht über ununterbrochen laufen ließ, diesmal jedoch in ihrem Twitch-Stream und nicht in einem YouTube-Video.

#### Wohltätigkeitsstreams
Im Mai 2021 nahm Sims ein zweites Mal am St. Jude Play Live teil, dieses Mal streamte sie den ganzen Monat Mai lang jeden Tag und sammelte 369.000 Dollar für das St. Jude Children's Hospital, womit sie insgesamt über 500.000 Dollar für diese Wohltätigkeitsorganisation sammelte. Im Juni 2021 sammelte Sims während eines Wohltätigkeitsstreams 15.000 Dollar für das Transgender Law Center. Als Gamerin ist Sims selbst eine begeisterte Unterstützerin von AbleGamers, einer Wohltätigkeitsorganisation, die sich dafür einsetzt, behinderten Kindern den Zugang zu Spielen zu ermöglichen, und hat seit 2020 in mehreren Kampagnen Geld für diese Organisation gesammelt. Im August 2021 sammelte Sims über 100.000 Dollar für AbleGamers, um Steven Spohn zu helfen, sein Geburtstags-Spendenziel von 1.000.000 Dollar zu erreichen.
Bis zum Jahr 2024 hat Sims durch ihre jährlichen einmonatigen Twitch-Streams für wohltätige Zwecke über 2 Millionen Dollar für das St. Jude Children's Hospital gesammelt. Am 22. Januar 2024 sammelte Sims über ihr Twitch-Konto Geld für den Palestine Children's Relief Fund. Sie sammelte an einem Tag 52.000 Dollar. Im Anschluss daran initiierte sie die „Simmers for Palestine“-Aktion, bei der insgesamt über 260.000 Dollar gesammelt wurden, davon allein mehr als 169.000 Dollar durch Sims und ihre Community.

### Sonstige Arbeiten
Im Oktober 2020 kündigte Sims ihre Zusammenarbeit mit dem Erweiterungspaket Die Sims 4: Snowy Escape an und erstelle drei Grundstücke für das Spiel: 6-4-1 Hanamigawa, 5-6-1 Shinrinyoku und 2-5-1 Wakabamori. Im Januar 2023 kündigte Sims ihre Zusammenarbeit mit dem Erweiterungspaket Die Sims 4: Zusammen wachsen an und erstellte drei Grundstücke für das Spiel: Celebration Center, Sequoia Cottage und 13 Acacia Avenue.
Sims erstellt auch Inhalte für TikTok. Im Januar 2022 wurde ein von ihr erstelltes TikTok, in dem sie den Ego-Modus in Die Sims 4 erklärte und einen Sim zeigte, der einen gegrillten Käse zubereitete, wegen „Nacktheit und sexueller Aktivitäten“ entfernt. Der TikTok wurde später wiederhergestellt und hat mittlerweile über 500.000 Aufrufe.

## Persönliches Leben
Sims lebte in Chicago, bis ihre Familie nach Florida zog, als sie 4 Jahre alt war. Sie begann mit 12 Jahren, Die Sims zu spielen und interessierte sich besonders für das Spiel, nachdem bei ihrem Vater Krebs diagnostiziert wurde, als sie 14 Jahre alt war. Sims schreibt dem Spiel zu, dass es ihr geholfen hat, mit der Diagnose ihres Vaters umzugehen, indem sie es als „Zuflucht“ nutzte. Sims schloss ihr Studium an der University of Central Florida im Mai 2020 mit einem Bachelor-Abschluss in Geschichte ab.
Sims heiratete ihren Streamer-Kollegen Dan Grenander am 25. August 2021. Zuvor war Grenander im Juli 2021 mit einem K-1-Verlobtenvisum in die Vereinigten Staaten gezogen, um mit ihr zusammenzuleben, nachdem er zuvor im Vereinigten Königreich  gelebt hatte. Sie beantragten das Visum im Februar 2020. Grenander streamt auf Twitch unter dem Namen „duckdan“ und lädt auf seinem zugehörigen YouTube-Kanal unter demselben Namen hoch. Grenander spielt oft Spiele wie Dead by Daylight, Fall Guys und Minecraft. Sie spielen oft Spiele, wie Mario Kart, Among Us und Fall Guys zusammen. Sie leben zusammen in Oviedo, Florida.